# آن ميشيل (منافسة ألعاب القوى)
آن ميشيل هي منافسة ألعاب القوى بلجيكية، ولدت في 30 أكتوبر 1959 في فيمز ‏ في بلجيكا.

## وصلات خارجية
- آن ميشيل على موقع الاتحاد الدولي لألعاب القوى (الإنجليزية)
- آن ميشيل على موقع أوليمبيديا (الإنجليزية)